# فرودگاه پوتائو
 فرودگاه پوتائو (به انگلیسی: Putao Airport) یک فرودگاه با کد یاتا PBU است که یک باند فرود قیر دارد و طول باند آن ۲۱۳۴ متر است. این فرودگاه در کشور برمه قرار دارد و در ارتفاع ۴۵۷ متری از سطح دریا واقع شده است.